# Co-branding
Co-branding är ett samarbete mellan två varumärken, i huvudsak för att skapa en gemensam produkt, kampanj eller annan marknadsföringsaktion i syfte att gynna de båda aktörerna.